# فاجعه منا (۱۳۹۴)
فاجعهٔ منا روز ۲ مهر ۱۳۹۴ برابر با ۲۴ سپتامبر ۲۰۱۵ میلادی و ۱۰ ذیحجهٔ ۱۴۳۶ قمری هم‌زمان با عید قربان در مراسم رمی جمرات در «خیابان ۲۰۴» نزدیک تقاطع آن با «خیابان ۲۲۳»، در منطقهٔ منا، شهر مکه، عربستان سعودی رخ داد و منجر به جان باختن دست‌کم ۲٬۲۳۶ زائر شد. ازدحام حجاج، دلیل این فاجعه اعلام شده‌است. آمار دقیق تلفات این حادثه رسماً اعلام نشده‌است. مقامات رسمی عربستان ۲ روز پس از وقوع حادثه تعداد جانباختگان را ۷۶۹ نفر اعلام کردند. بر اساس مجموع آمار استخراج‌شده از گزارش‌های جداگانهٔ کشورها، تعداد کنونی جانباختگان ۲٬۴۳۱ نفر است.
تعداد جانباختگان ایرانی در این حادثه ۴۶۴ نفر اعلام شده که تمامی مفقودان حادثه تا تاریخ ۱۶ دی ۱۳۹۴ شناسایی شدند و ۴۲ قربانی دیگر در قبورالشهدای مکه دفن شده‌اند. در پی این حادثه، ۳ روز عزای عمومی توسط سید علی خامنه‌ای در ایران اعلام شد. این حادثه منجر به برآشفتگی روابط میان عربستان و ایران شد که یکی از دلایل اساسی آن، نا آرامی‌های خاورمیانه مانند جنگ داخلی سوریه و جنگ داخلی یمن بوده‌است. ایران با ۴۶۴ جانباخته، بیشترین کشتهٔ شناسایی‌شده را داشته‌است. بر اساس آمار به دست آمده، مالی با ۳۱۲، نیجریه با ۲۷۴، مصر با ۱۹۰، بنگلادش با ۱۳۷ و اندونزی با ۱۲۹ جانباخته پس از ایران بیشترین تلفات را داشته‌اند.
این واقعه مرگبارترین رویداد تاریخ حج است. واقعهٔ سال ۱۹۹۰ دیگر حادثهٔ حج با بیش از هزار کشته بود که در آن ۱٬۴۲۶ زائر جان باختند. رویداد سال ۱۹۹۰ هم در مسیر رمی‌جمرات اتفاق افتاد. رمی‌جمرات چندین بار دیگر نیز چندصد کشته به‌جا گذاشته‌است؛ از جمله، در سال ۲۰۰۶ میلادی، بیش از ۳۶۰ نفر از حجاج بر اثر ازدحام جمعیت هنگام اجرای مراسم رمی‌جمرات کشته شدند. این واقعه در پی مذاکرات سازمان حج و زیارت جمهوری اسلامی ایران با مسئولان عربستان، به دلیل «استمرار کارشکنی‌های دولت سعودی» منجر به لغو شدن سفر حج برای ایرانیان در سال ۱۳۹۵ شد.
سید علی خامنه‌ای در پیامی در آستانهٔ فرارسیدن موسم حج در ۱۵ شهریور ۱۳۹۵ با مقصر خواندن حکام سعودی در این فاجعه، از ممانعت مسئولان سعودی در تشکیل هیئت حقیقت‌یاب بین‌الملل اسلامی برای آشکار شدن زوایای پنهان این فاجعه انتقاد کرد.

## آمار تلفات
| ملیت              | جانباخته | مفقود | منبع          |
| ----------------- | -------- | ----- | ------------- |
| افغانستان         | ۲        | ۶     | [ ۳۳ ]        |
| الجزایر           | ۴۶       | ۳     | [ ۳۴ ]        |
| بنگلادش           | ۱۳۷      | ۵۳    | [ ۳۵ ]        |
| بنین              | ۵۲       | ۴۱    | [ ۳۶ ]        |
| بورکینافاسو       | ۲۲       | ۷     | [ ۳۷ ]        |
| بوروندی           | ۱        | ۶     | [ ۳۸ ]        |
| کامرون            | ۱۰۶      | ۲۸    | [ ۳۹ ] [ ۴۰ ] |
| چاد               | ۵۲       | ۵۰    | [ ۴۱ ]        |
| چین               | ۴        | ۰     | [ ۴۲ ]        |
| جیبوتی            | ۲        | ۳     | [ ۴۳ ]        |
| مصر               | ۱۹۰      | ۴۵    | [ ۴۴ ] [ ۴۵ ] |
| اتیوپی            | ۵۳       | ۰     | [ ۴۶ ]        |
| گامبیا            | ۲        | ۰     | [ ۴۷ ]        |
| غنا               | ۱۷       | ۱۷    | [ ۴۸ ]        |
| هند               | ۱۱۴      | ۱۰    | [ ۴۹ ]        |
| اندونزی           | ۱۲۹      | ۰     | [ ۵۰ ]        |
| ایران             | ۴۶۴      | ۰     | [ ۱۳ ] [ ۱۴ ] |
| عراق              | ۱        | ۰     | [ ۵۱ ]        |
| ساحل عاج          | ۵۲       | ۷     | [ ۵۲ ]        |
| اردن              | ۲        | ۱     | [ ۵۳ ]        |
| کنیا              | ۱۲       | ۰     | [ ۵۴ ]        |
| لبنان             | ۱        | ۰     | [ ۵۵ ]        |
| لیبی              | ۱۰       | ۷     | [ ۵۶ ]        |
| مالزی             | ۱        | ۰     | [ ۵۷ ]        |
| مالی              | ۳۱۲      | ۳۴    | [ ۵۸ ] [ ۵۹ ] |
| موریس             | ۵        | ۰     | [ ۶۰ ]        |
| مراکش             | ۴۲       | ۱     | [ ۶۱ ]        |
| میانمار           | ۶        | ۵     | [ ۶۲ ]        |
| هلند              | ۱        | ۰     | [ ۶۳ ]        |
| نیجر              | ۷۸       | ۴۱    | [ ۶۴ ]        |
| نیجریه            | ۲۷۴      | ۴۳    | [ ۶۵ ] [ ۶۶ ] |
| عمان              | ۱        | ۰     | [ ۶۷ ]        |
| پاکستان           | ۸۳       | ۷     | [ ۶۸ ] [ ۶۹ ] |
| فیلیپین           | ۱        | ۰     | [ ۷۰ ]        |
| سنگال             | ۶۲       | ۰     | [ ۷۱ ]        |
| سومالی            | ۸        | ۰     | [ ۶۳ ]        |
| سری‌لانکا          | ۱        | ۱     | [ ۷۲ ]        |
| سودان             | ۳۰       | ۲     | [ ۷۳ ]        |
| تانزانیا          | ۳۲       | ۷     | [ ۷۴ ]        |
| تونس              | ۱۵       | ۰     | [ ۶۱ ]        |
| ترکیه             | ۷        | ۰     | [ ۷۵ ]        |
| اوگاندا           | ۱        | ۲     | [ ۷۶ ]        |
| مجموع             | ۲٬۴۳۱    | ۴۲۷   |               |
| آمار رسمی عربستان | ۷۶۹      |       | [ ۷۷ ]        |

کمترین آمار گزارش‌شده از تلفات ۲٬۲۳۶ نفر است در حالی که خبرگزاری آسوشیتد پرس کشته شدن ۲٬۴۲۶ نفر را تأیید کرده‌است. رسانه‌های ایرانی نیز در ابتدا به نقل از سعید اوحدی، رئیس سازمان حج و زیارت، شمار کلی جانباختگان را حدوداً ۷۷۰۰ نفر گزارش کرده‌اند و با استناد به آمار غیررسمی و مشاهدات میدانی اعلام کرده‌اند این آمار به بیش از ۸۰۰۰ نفر رسیده‌است.
برخی خبرگزاری‌های ایرانی و غیرایرانی در تاریخ ۷ مهر اعلام کردند که معاون وزیر بهداشت عربستان، حمد بن محمد الضویلع، طی خبری در پایگاه رسمی وزارت بهداشت عربستان مجموع آمار کشته‌شدگان این حادثه را بر اساس عکس‌های دریافت‌شده از جانباختگان فاجعه، ۴۱۷۳ نفر ذکر کرده بود. این خبر از جانب منابع رسمی تکذیب شد. خبرگزاری‌های منتشرکنندهٔ این خبر ادعا کردند که اخبار از سایت وزارت بهداشت عربستان حذف شده‌است و این ماجرا، بازتاب گسترده‌ای در رسانه‌های فارسی‌زبان داشته‌است. سی‌ان‌ان عربی نیز ضمن بیان این که در این خبر از واژهٔ «کشته‌شدگان» استفاده شده‌است و رسانه‌های عربستان از این واژه برای قربانیان حج استفاده نمی‌کند، درستی این خبر را تأیید نکرد. پایگاه خبری اینترنشنال بیزینس تایمز نیز احتمال داد که این خبر ممکن است به‌دست یک هکر در سایت وزارت بهداشت عربستان قرار گرفته باشد.
برخی پایگاه‌های خبری در تاریخ ۲۳ مهر ۱۳۹۴ آمار جانباختگان فاجعهٔ منا را به استناد سندی که به دروغ ادعا می‌شود از وزارت بهداشت عربستان افشا شده، ۷۴۷۷ نفر اعلام کردند. پایگاه خبری مصری البدیل نیز این آمار را تأیید کرده‌است.

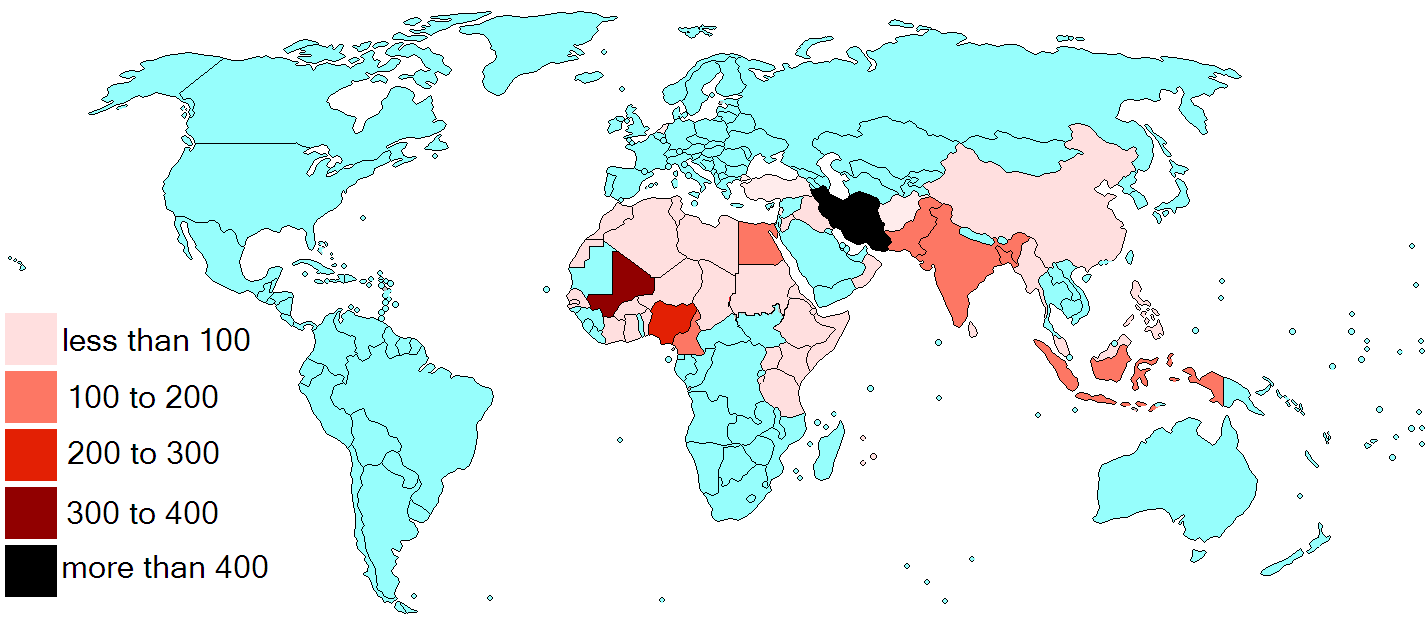
کشورهای کشته‌داده بر پایهٔ تعداد قربانی

## جغرافیای منا

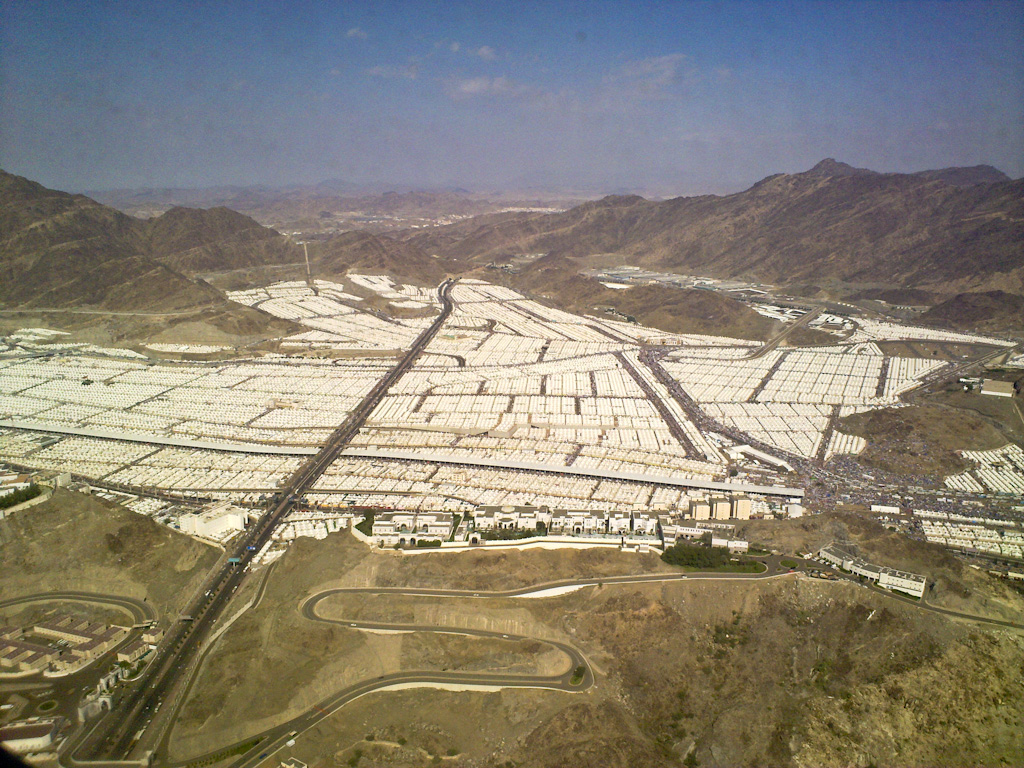
سرزمین منا در سال ۲۰۰۹

سرزمین منا، دره‌ای در شرق مکه، احاطه‌شده بین رشته‌کوهی، به درازای تقریبی ۴٫۱۰۰ متر، و بیشترین ارتفاع حدود ۱٫۷۰۰ متر، و کم‌ترین ارتفاع نزدیک به ۴۰۰ متر است. مساحتی که از لحاظ دینی برای مسلمانان اهمیت دارد حدود ۷٫۸۲ کیلومتر مربع است که مساحت قابل استفاده از آن ۴٫۸ کیلومتر مربع که مساوی با ۶۱٪ از کل مساحت است و ۳۹٪ غیرقابل استفاده ناهمواری‌های خشن است. در روزهای حج که در هر سال برگزار می‌شود و طولانی‌ترین مدت آن ۶ روز است، نزدیک به دو میلیون زائر را در خود جا می‌دهد که علاوه بر کارگران و خدمت‌رسانان گوناگون، این عدد به ۳ میلیون می‌رسد. این شرایط، در روزهای حج این مکان را به کم‌ترین مساحت پرجمعیت جهان تبدیل می‌کند.

## علت حادثه
روزنامه الدیار، حرکت کاروان محمد بن سلمان، جانشین ولیعهد سعودی، پسر شاه و وزیر دفاع سعودی در مرکز مِنا را، علت احتمالی تغییر حرکت زائران کعبه در سرزمین مِنا گفته‌است. سرلشکر منصور الترکی سخنگوی رسمی وزارت کشور عربستان، در پاسخ به این مسئله گفت: «بعضی‌ها تلاش می‌کنند که حادثهٔ ازدحام در منا را به عبور کاروان‌ها نسبت دهند؛ و این اولین‌بار نبوده و درست نیست و هیچ ربطی بین محدودهٔ حضور مسؤولان عالی‌رتبه و مکان این حادثه وجود ندارد. برنامه‌ریزی ما بسیار دقیق است و تمامی اماکنی که مربوط به ادای رسوم حج می‌شود را در بر می‌گیرد… هر سال با مسؤولان کاروان‌های عازم حج کشورهای گوناگون تقسیم کار می‌کنیم و برای توضیحات در مورد برنامهٔ رمی جمرات که طرح‌ریزی کرده‌ایم، با آنان کنفرانس برگزار می‌کنیم و حوادث، در لحظه روی می‌دهد و اگر با کم‌کاری و خللی در برنامه‌هایمان مواجه شدیم در برطرف کردن آن درنگ نمی‌کنیم…». رسانه‌های ایرانی، ویدئویی در یوتیوب با عنوان «عبور کاروان امیر خالد فیصل، امیر منطقهٔ مکه از منا»، که در سه سال قبل از این حادثه در آن سایت بارگذاری شده‌بود را برای پوشش تصویری این خبر به نمایش گذاشتند.
مقامات عربستان، اعلام کردند که ازدحام و تبعیت‌نکردن زائران از دستورالعمل‌ها علت اصلی حادثه بوده‌است، فارس نیوز می‌نویسد، بسته‌شدن یک مسیر و هدایت زائران به مسیری که درِ آن بسته بود، نشان می‌دهد علت اصلی حادثه، تصمیم غلط برگزارکنندگان مراسم بوده‌است.
به گفتهٔ یک شاهد عینیِ ایرانی، حادثه در خیابانی که عمدتاً ایرانی‌ها، افریقایی‌ها، هندی‌ها و پاکستانی‌ها به سمت جمرات حرکت می‌کنند کاملاً وضعیت غیرعادی محسوس بوده به این ترتیب کمبود اکسیژن کافی به‌واسطهٔ ازدحام فوق‌العادهٔ جمعیت، گرمای طاقت‌فرسا، نبودِ آب آشامیدنی و بسته‌بودن راه‌های خروجیِ خیابان به‌سمت جمرات، شرایط وخیمی را ایجاد کرد که موجبات مرگ حجاج را فراهم کرد.

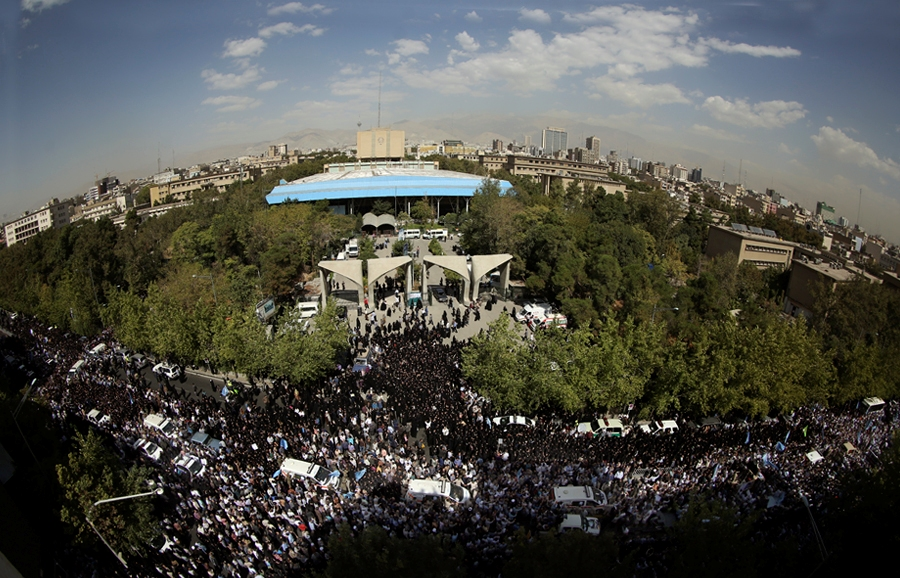
تشییع قربانیان در دانشگاه تهران - مهر ۱۳۹۴

روزنامهٔ الشرق‌الاوسط، به نقل از یکی از مسئولان کاروان حج ایران، که نامش را افشا نکرده، نوشته‌است: در روز حادثه ۳۰۰ زائر ایرانی بدون توجه به برنامه‌ریزی‌ها عازم مراسم رمی جمرات شده‌اند و برخورد آن‌ها در خیابان ۲۰۴ با زائرانی که طبق برنامه و در کاروان‌های خود عازم مراسم رمی جمرات شده‌اند، باعث این حادثه بوده‌است. این ۳۰۰ زائر ایرانی برخلاف برنامه‌ریزی‌ها در روز حادثه به چادرهای محل استقرار خود نرفته‌اند و مستقیماً و «سرخود» عازم مراسم رمی جمرات شده‌اند که این اقدام آن‌ها باعث ایجاد اختلال و برخورد دو گروه در مسیر متفاوت در خیابان ۲۰۴ شده‌است. خبرگزاری فارس در پاسخ می‌نویسد: "کسانی که در سال‌های اخیر در حج تمتع حضور داشته‌اند به خوبی می‌دانند که اصلاً راه بازگشت به عقب وجود ندارد؛ لذا امکان نداشته که ۳۰۰ ایرانی برعکس بقیه حرکت کنند. گذشته از این، این حادثه در صبح روز عید اتفاق افتاد، یعنی هنوز کسی رمی نکرده بود که بخواهد بازگردد. چرا حجاج ایرانی باید بر عکس بقیه حرکت می‌کردند و رمی نکرده بازمی‌گشتند؟!" این خبرگزاری در ادامه می‌نویسد: "در سال‌های گذشته امکان حرکت معکوس وجود نداشت و راه‌های رفت و برگشت نیز از هم جدا بود. آیا امسال این امکان وجود داشت؟ هرگز امکانی برای بازگشت و خلاف دیگران حرکت کردن نبود. ضمن این‌که محل وقوع فاجعه تقریباً در اواخر منا قرار دارد و دلیلی هم برای بازگشت کسی نبوده‌است. همه برای رمی به سمت جمره می‌رفتند." روزنامهٔ آفرینش در پاسخ به این مسئله می‌نویسد: مگر نیروهای امنیتی و انتظامی سعودی در آن‌جا چکار می‌کرده‌اند که یک عده توانسته‌اند به قول سعودی‌ها «سرخود» حرکت کنند؟ مگر نه این است که مأموران سعودی در آن روز، وظیفه‌ای جز برقراری نظم و جلوگیری از حرکت‌های خارج از نظم ندارند؟ از همهٔ این‌ها گذشته، با توجه به وجود ۲۴ ساعتهٔ دوربین‌های مداربسته در تمام مسیر، اگر واقعاً این گونه است، فیلم‌های مربوط را پخش کنند."
سی‌ان‌ان تداخل بین گروه حاجیانی که از رمی جمرات بازمی‌گشتند و کسانی که به سمت آن می‌رفتند و فشاری که این دو دسته از طریق هل‌دادن به هم وارد می‌کردند را علت وقوع این حادثه عنوان کرده‌است. همچنین، عجله‌داشتن حجاج برای رفتن به رمی جمرات در ساعات آغازین روز و جمعیت زیاد و گرمای شدید (۴۳ درجه) از عوامل مؤثر بر وقوع این فاجعه یاد شده‌است.
وال‌استریت جورنال، طی گزارشی از به‌هم‌ریختگی وزارت حج عربستان به‌عنوان مسئول اصلی برگزاری مراسم حج و استعفای دست‌کم پنج تن از مقامات ارشد وزارت حج در چند ماه گذشته به‌علت اختلافات داخلی با معاون وزیر جدید خبر داده‌است. به نوشتهٔ این روزنامه، این مقامات، که ده‌ها سال تجربه داشته‌اند، اعضای واحدی موسوم به واحد اعزام بوده‌اند، که وظیفه‌اش سازماندهی حرکت زوار از مِنا به جمرات است.
کمیتهٔ تحقیقی که دولت سعودی برای تحقیق از علل حادثه تشکیل داد در نهایت با این نتیجه که حادثه نتیجهٔ قضا و قدر بوده‌است به کار خود پایان داد. به گفتهٔ سید حسین موسویان این حادثه به‌خصوص با توجه به مرگ چندی از دیپلمات‌های ایرانی مشکوک است.

## واکنش‌ها
سید علی خامنه‌ای طی نامه‌ای رسمی ضمن اعلام تسلیت به خانواده‌های جانباختگان و اعلام ۳ روز عزای عمومی که در طول سال‌های رهبری وی؛ اعلامش از جانب او بی‌سابقه بوده‌است؛ در مورد این فاجعه نسبت به دولت سعودی گفت:
دولت سعودی موظف است مسئولیت سنگین خود را در این حادثهٔ تلخ پذیرفته و به لوازم آن به قاعدهٔ حق و انصاف عمل کند. مدیریت غلط و اقدامات ناشایسته که عامل این فاجعه بوده نباید از نظر دور بماند.
طلاب حوزه علمیه تهران در اعتراض به این فاجعه و فجایع مشابه حج در عربستان سعودی و اعلام تسلیت به خانواده‌های عزادار، در مدرسه عالی مطهری جمع شدند و خواستار تعلق مدیریت حج از جانب دولت سعودی به تمامی کشورهای اسلامی شدند. آنان اعلام کردند: «دولت عربستان نمی‌تواند مراسم حج را مدیریت کند و در این مورد باید شورایی با حضور نمایندگان کشورهای اسلامی به‌منظور جلوگیری از فجایع دیگر و مدیریت بهتر حجاج تشکیل شود.»
چندی بعد خامنه‌ای در نشستی، کشور عربستان سعودی را در صورت عدم همکاری تلویحاً تهدید نظامی کرد. صادق زیباکلام گفت «حادثهٔ منا مستمسک و بهانهٔ مناسبی شد برای بسیاری از ایرانیان تا دق‌ودلی‌شان را بر سر اعراب خالی کنند.» در ادامه گفت که «جالب است نه مردم عادی و نه مسئولان در ایران هیچ تردیدی در خصوص اسباب و علل و دلیل یا دلایل به وجود آمدن تراژدی منا نداشتند. آنان در ایران و صدها کیلومتر دورتر از منا «دقیقاً» می‌دانستند که علت آن حادثه کدام بوده.» خامنه‌ای در سخنرانی ۱۷ شهریور در میان خانواده‌های قربانیان منا، دولت سعودی را یک دولت خبیث ملعون معرفی کرد و خواستار آن شد که کمیته‌ای حقیقت‌یاب تشکیل شده از هیئت بین‌المللی حادثه منا را بررسی کنند. حسن روحانی نیز مشکل ایران با دولت سعودی را صرفاً مسائل حج ندانست وَ آن را فراتر دانسته‌است.
کتاب منا معراج بندگی به روایت و اسناد این فاجعه می‌پردازد که توسط نمایندگی ولی فقیه در امور حج و زیارت تألیف شده‌است. همچنین خامنه‌ای، حدود یک سال پس از فاجعه منا، ۱۵ شهریور ۱۳۹۵، در پیامی به مسلمانان جهان به مناسبت فرا رسیدن موسم حج، حادثه منا را مُدهش و هراس‌آور خواند و حکام سعودی را مقصر آن دانست و تعلل و کوتاهی در نجات مجروحان نیمه‌جان را قطعی و مسلم قلمداد کرد. وی در این پیام، مسئولان عربستان سعودی را حاکمان بی‌دین و بی‌وجدانی دانست که «فاجعه منا را پدیدآورده و با نام خادمین حرمین، حریم حرم امن الهی را شکسته و میهمانان خدای رحمان را در روز عید در منا و پیش از آن در مسجدالحرام قربانی کرده‌اند.» سیدعلی خامنه‌ای در این پیام از مسلمانان خواست واقعیت هتاک، بی‌ایمان، وابسته و مادی حاکمان سعودی را بشناسند و به خاطر جنایاتی که در جهان اسلام به بار آورده‌اند، گریبان آنها را رها نکنند و فکری برای مدیریت حرمین شریفین و مسئله حج کنند. وی همچنین از جای خالی حجاج ایرانی در حج امسال سخن گفت و تأکید کرد که آنان دعا می‌کنند که «شجره ملعونه طواغیت نتوانند گزندی به آنان برسانند.»
این پیام مورد توجه کاربران شبکه‌های اجتماعی مانند توییتر قرار گرفت و بخش‌هایی از عبارات خامنه‌ای با هشتگ «الشجرة الملعونة» در شبکه توییتر و برخی شبکه‌های اجتماعی بازنشر شد.
در همین زمینه، تعدادی بیلبورد با اشاره به عبارت «شجره ملعونه» در بغداد نصب شد.

## پیگیری حقوقی
روزنامهٔ فلسطینی رأی الیوم به عدم واکنش حقوقی ایران به این فاجعه انتقاد کرد و آن را عامل فرار سعودی‌ها از مسئولیت مرگ صدها حاجی و گستاخ شدن آن‌ها در ماجرای حمله به سفارت و کنسولگری عربستان سعودی در ایران دانست که حادثه‌ای مشکوک بود اما منجر به محکومیت ایران در شورای امنیت سازمان ملل شد.

### شکایت از عربستان به لاهه
در ۱۸ آذر ۱۳۹۴ جمعیت دانشجویی حقوق بشر جمهوری اسلامی ایران با صدور بیانیه‌ای و تنظیم شکایت‌نامه‌ای به دیوان لاهه، خواستار رسیدگی بین‌المللی به فاجعه منا شد. این جمعیت دانشجویی اعلام کرد شکایت رسمی از دولت عربستان سعودی با توجه به نقض حقوق بشر و همین‌طور در مورد فاجعه منا و مکه تنظیم نموده و تقدیم دادگاه لاهه کرده‌است. لازم است ذکر شود این اولین نهادی است که از عربستان در مورد فاجعه منا شکایت رسمی کرده‌است.

### تشییع
نخستین مراسم تشییع مربوط به ۸ تن از کشته‌شدگان فاجعه منا بود که در تاریخ ۱۲ مهر ۱۳۹۴ از دانشگاه تهران برگزار شد؛ در جریان این مراسم تشییع‌کنندگان در هنگام همراهی تابوت‌ها، شعارهایی بر ضد دولت سعودی سر دادند. همچنین مراسم تشییع علاوه بر تهران در شهرهای دیگر از جمله مشهد نیز برگزار شد.
به گفتهٔ حسن هاشمی، وزیر بهداشت، درمان و آموزش پزشکی ایران، با رضایت خانوادهٔ هفت نفر از جان‌باختگان، پیکرهای آنان در مکه دفن شده‌است.
در ادبیات رسمی جمهوری اسلامی ایران جانباختگان این فاجعه با عنوان «شهدای منا» شناخته می‌شوند.

## در رسانه

### فیلم سینمایی ۲۴ سپتامبر
فیلم سینمایی ۲۴ سپتامبر به نویسندگی علی‌اکبر محلوجیان و به تهیه‌کنندگی و کارگردانی مریم ابراهیم وند داستان زندگی محسن حاجی‌حسنی کارگر یکی از قاریان قرآن ایرانی کشته شده در حادثه منا سال ۲۰۱۵ را روایت می‌کند. در این فیلم، داستان کشته شدن برخی چهره‌های معروف ایرانی در این حادثه، نظیر غضنفر رکن‌آبادی (سفیر سابق ایران در لبنان) و حسن دانش (قاری قرآن) نیز روایت شده‌است.

### سریال
- سریال تلویزیونی حوالی پاییز نام یک مجموعهٔ تلویزیونی ایرانی به کارگردانی حسین نمازی با موضوع حادثهٔ منا در سال ۱۳۹۴ است[۱۷۱] که از شبکه سوم سیما پخش شد.[۱۷۲]

## حوادث مشابه
حادثهٔ ازدحام ۱۳۹۴ نخستین حادثه از این دست نبوده و در ۲۵ سال اخیر، دست‌کم نهمین حادثه بوده‌است.
- ۱۹۹۰؛ پس از خرابی سیستم تهویه، به‌سبب خفگی، ۱۴۲۶ نفر درگذشتند.
- ۱۹۹۴؛ در ازدحام هنگام رمی جمرات، ۲۷۰ نفر جان خود را از دست دادند.
- ۱۹۹۸؛ در شلوغی هنگام رمی جمرات، بیش از ۱۱۸ نفر کشته و بیش از ۱۸۰ نفر مجروح شدند.
- ۲۰۰۱: در هنگام رمی جمرات، به‌دلیل ازدحام، ۳۵ نفر درگذشتند.
- ۲۰۰۳؛ ۱۴ نفر در شلوغی رمی جمرات کشته شدند.
- ۲۰۰۴؛ در ازدحام رمی جمرات، ۲۵۱ نفر کشته شدند.
- ۲۰۰۵؛ سه نفر در شلوغی رمی جمرات کشته شدند.
- ۲۰۰۶؛ در هنگام رمی جمرات در مِنا، ۳۶۴ نفر جان خود را از دست دادند.[۱۷۳]